# 옌스 페테르 야콥센

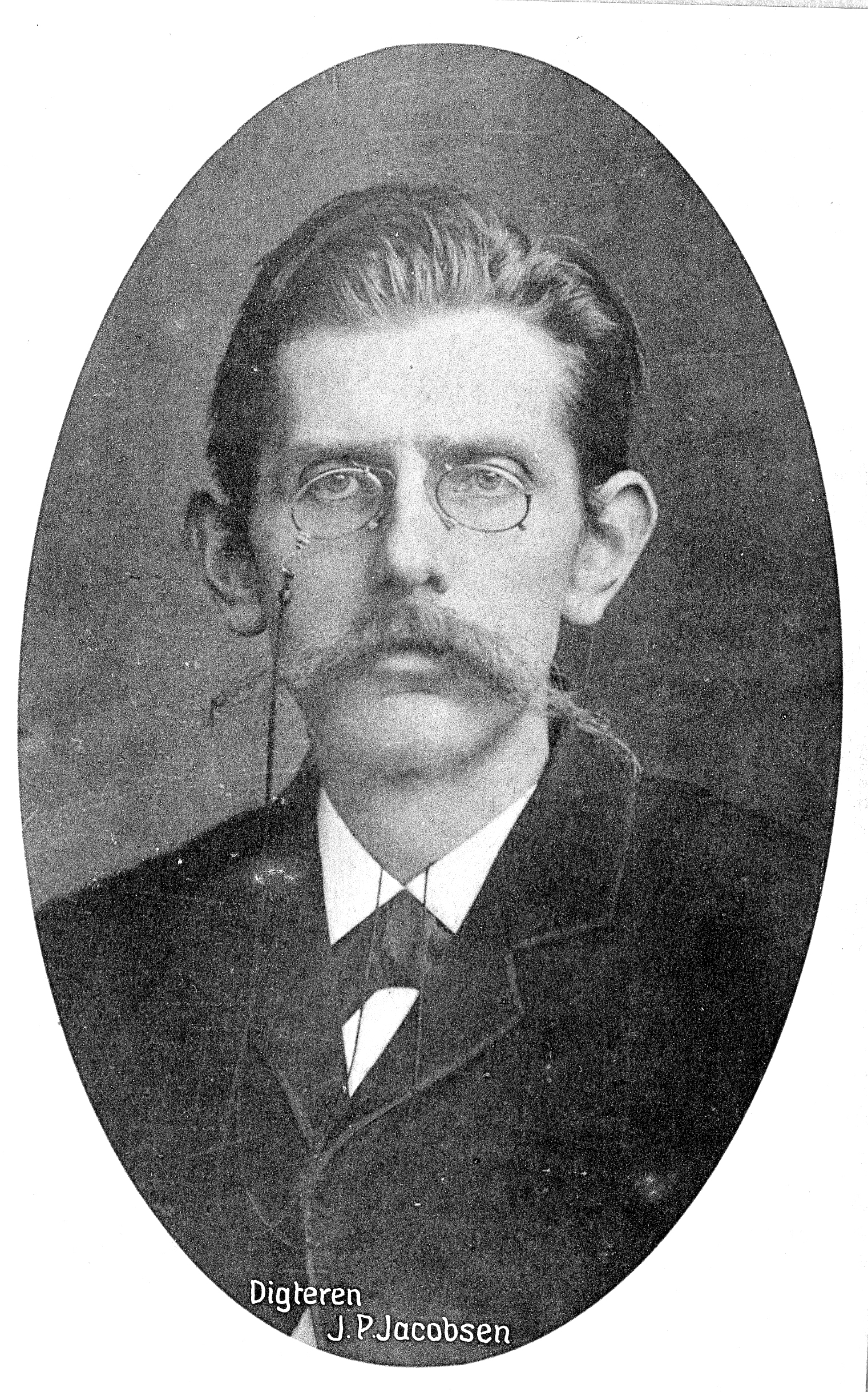
옌스 페테르 야콥센(1879년).

옌스 페테르 야콥센(덴마크어: Jens Peter Jacobsen, 1847년 4월 7일 ~ 1895년 4월 30일)는 덴마크의 소설가, 시인, 과학자이다. 덴마크의 자연주의 문학 운동인 "근대의 돌파구"(Moderne Gennembrud) 운동의 창시자 중 한 사람이다.